# Oriente caucano
Oriente es una de las cinco subregiones en que se subdivide el departamento colombiano del Cauca; está conformada por los siguientes municipios:
- Caldono
- Inzá
- Jambaló
- Páez
- Puracé
- Silvia
- Toribío
- Totoró